# جوناثان بينر
جوناثان بينر (بالإنجليزية: Jonathan Penner)‏ هو كاتب سيناريو وممثل أمريكي، ولد في 5 مارس 1962 بنيويورك في الولايات المتحدة.

## أعمال

### أفلام
- (1993) جيسون يذهب إلى الجحيم الجمعة الأخيرة
- (2017) ذا باي باي مان[4]

### مسلسلات
- المربية

## ترشيحات
- جائزة الأوسكار لأفضل فيلم حي قصير

## وصلات خارجية
- جوناثان بينر على موقع IMDb (الإنجليزية)
- جوناثان بينر على موقع ألو سيني (الفرنسية)
- جوناثان بينر على موقع ميوزك برينز (الإنجليزية)
- جوناثان بينر على موقع أول موفي (الإنجليزية)
- جوناثان بينر على موقع قاعدة بيانات الأفلام السويدية (السويدية)
- جوناثان بينر على موقع قاعدة بيانات الفيلم (الإنجليزية)
- جوناثان بينر على موقع كينوبويسك (الروسية)